# Electro house
Electro house, electro-house ou electrohouse (conhecido também como dirty house) é um subgênero da house music e da música eletrônica. Se caracteriza com as bases do electro dos anos 80 e a musicalidade da house music, além dos pesados e graves baixos. Estilisticamente, utiliza das batidas de 4/4 e o tempo moderado do house "normal" e adiciona harmoniosamente bases analógicas ricas, ligações high-pitched leads e o piano da velha-escola ou o riff ocasional da corda.
Electro house é uma vertente da música eletrônica que mescla os elementos do electro primórdio com os da house music atual. Caracteriza-se pelos graves fortes, melódicos, a batida do house e alguns elementos de psicodelia. Os principais expoentes do estilo são: Electrixx, Miles Dyson, Lazy Rich, Wolfgang Gartner, Dirtyloud, Knife Party, Alex Mind, Darth & Vader, Far Too Loud, Uppermost, Skrillex e entre outros.

## Exemplos
- FTampa & Felguk - Slap (Original Mix)
- Porter Robinson - Say My Name
- Far Too Loud & Alex Mind - Bring Back Boogie
- Skrillex - First of the Year (Equinox)
- Hardwell ft. Mitch Crown - Call Me A Spaceman (Original Mix)
- Dzeko & Torres - Air (Feat. Delaney Jane)
- Electric Soulside - Electric State (Dirtyloud Mix)
- Alex Mind - Maelstrom (Original Mix)
- Darth & Vader - Return Of The Jedi (Original Mix)
- Erick Morillo & Harry Choo Choo Romero - Dancin'
- Far Too Loud - Megaloud (Original Mix)
- Frederik Mooij & Sue Cho ‎– Creatures Of The Night (Alex Mind Rmx)
- Kill The Noise - Deal with it (Original Mix)
- Knife Party - Rage Valley
- Manfredinni - Conecting Minds
- David Amo & Julio Navas pres. Paco Maroto - Electronic Electro
- Anderrline - The Wave 2
- DJ Hazor - Something To Say
- Maycon Douglas (M.D.) - "Phoenix Original Mix"
- BlueSky - Higher Loud n`Clear Remix
- Deep Dish - Delirium Innocent
- Benny Benassi - Satisfaction
- Alex Mind & Dirtyloud - Dirtymind (Original Mix)
- Chrizz Luvly - Amen
- Vitalic - My Friend Dario
- Felguk - Bassive (Original Mix)
- TIGA - You Gonna Want Me
- Fedde le Grand - Put Your Hands Up For Detroit
- David Guetta 'Tomorrow can Wait'
- Inna- Hot
- Mondotek - Alive
- Jakarta - One Desire
- Meck - So Strong (Vandalism Remix)
- Wolfgang Gartner - Clap
- Laidback Luke feat. Robin S - Show Me Love
- Luciano ON The Mix Radio (House,Dance & Electro)
- No Angels - Goodbye To Yesterday (Klaas rmx)
- Dj Solovey - Electro House (Original Mix)
- SL Complex - Mister Complex
- Nicky Romero - Toulouse
- The Saturdays - All Fired Up
- The Saturdays - 30 Days
- Maik Dimer - Uniens Populous
- Dirtyloud - Apes From Space
- Nitro Fun - Soldiers
- Sak Sauce - Cloaka House
- Martin Garrix - Proxy
- The Chainsmokers - #SELFIE
- deadmau5 - The Reward is Cheese
- Martin Garrix - Animals

## Subgéneros
- Complextro
- Big Room House
- Dutch house
- Fidget house
- Moombahton
- Melbourne Bounce